# آنتن پرتو موج‌بر
آنتن راهنمای موج پرتویی نوع ویژه‌ای از آنتن سهموی است که سیگنال بین یک فرستنده یا گیرنده ی ثابت و یک دیش متحرک را از طریق راهنمای موج پرتویی حمل و نقل می‌کند.
در یک آنتن سهموی متعارف (جلو تغذیه)،که یک آنتن کوچک است و امواج رادیویی منعکس شده توسط دیش را دریافت و ارسال می‌کند، فید آنتن در کانون جلوی آنتن معلق است وهمان طوری‌که موقعیت آنتن برای ردیابی هدف‌های ویژه تغییر می‌کند حرکت می‌کند.

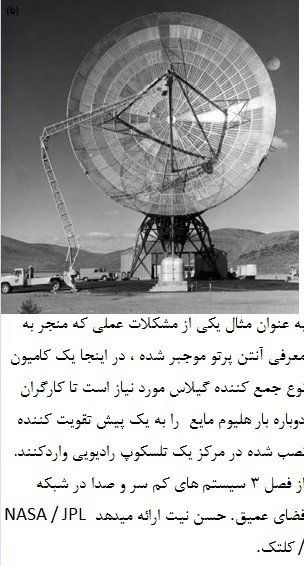

با این حال، این مکان باعث تعدادی از مشکلات عملی در سیستم‌های با کارایی بالا شده است،الکترونیک فرستنده و گیرنده که باید با فید مکان یابی شود پیچیده است و میزان نگهداری بالا لازم می‌باشد،و اغلب  به تجهیزات خاصی مانند آب‌ خنک‌‌کننده برای فرستنده و سردکننده (سرمازا) در گیرنده‌های حساس نیازاست.
اگر آنتن بزرگ و نیز نمونه‌ای از سیستم‌های با کارایی بالا باشد،کانون خارج از زمین است و سرویس دهی به جرثقیل یا داربست نیاز دارد.
به علاوه فیدها باید به گونه‌ای طراحی گردند که شرایط مرتبط با محیط‌های سرباز مانند نوسان‌های بزرگ دما و باران کنترل گردند و کار در هر زاویه‌ای امکان پذیر باشد.

آنتن راهنمای موج پرتوی با رله ی پرتو امواج رادیویی که به واسطه ی دیش و از طریق مسیر چند انعکاسی با یک آنتن فید ثابت در محفظه ی فید در 
پایه ی آنتن جمع‌آوری می‌شود این مشکلات را رفع می‌کند.
مسیر پیجیده است زیرا پرتو باید از میان هر 2 محور پایه ی altazimuth آنتن بگذرد، بنابراین چرخش آنتن،پرتو را مختل نمی کند.

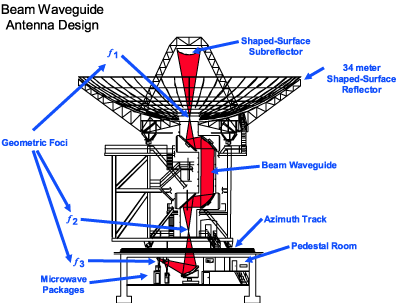

## تاریخچه
راهنمای موج پرتویی، که  یک پرتو ماکروویو با استفاده از یک سری از ریفلکتورها منتشر می سازد،در اوایل سال 1964 مطرح شد.
تا سال ۱۹۶۸،طرح‌هایی برای کنتل مسیر سیگنال در آنتن‌های قابل نشانه‌گیری به واسطه ی این تکنیک‌ها مطرح شد.
در سال ۱۹۷۰،روش راهنمای موج پرتویی برای آنتن‌های ماهواره‌ای پیشنهاد شد.
در ابتدا، اعتقاد بر این بود که سیستم پیچیده در آن منجر به از دست دادن غیرقابل قبول سیگنال می‌شود،
اما تجزیه و تحلیل بیشتر نشان داد سیستم راهنمای موج می‌تواند با میزان تلفات بسیار کم ساخته شود.
اولین آنتن راهنمای موج پرتویی مقیاص کامل،یک آنتن ۶۴ متری در
Usuda_Deep_Space_Center واقع در ژاپن بود که در سال ۱۹۸۴، توسط آژانس اکتشاف هوا و فضای ژاپن ساخته شد.
پس از آنکه Jet_Propulsion_Laboratory این آنتن را تست کرد، دریافتند که این آنتن بهتر از آنتن‌های معمولی و ۶۴ متری است،
این روش ساخت برای همهٔ آنتن‌های 
NASA_Deep_Space_Network مورد ملاحظه قرار گرفت.